# Koh Phi Phi Don

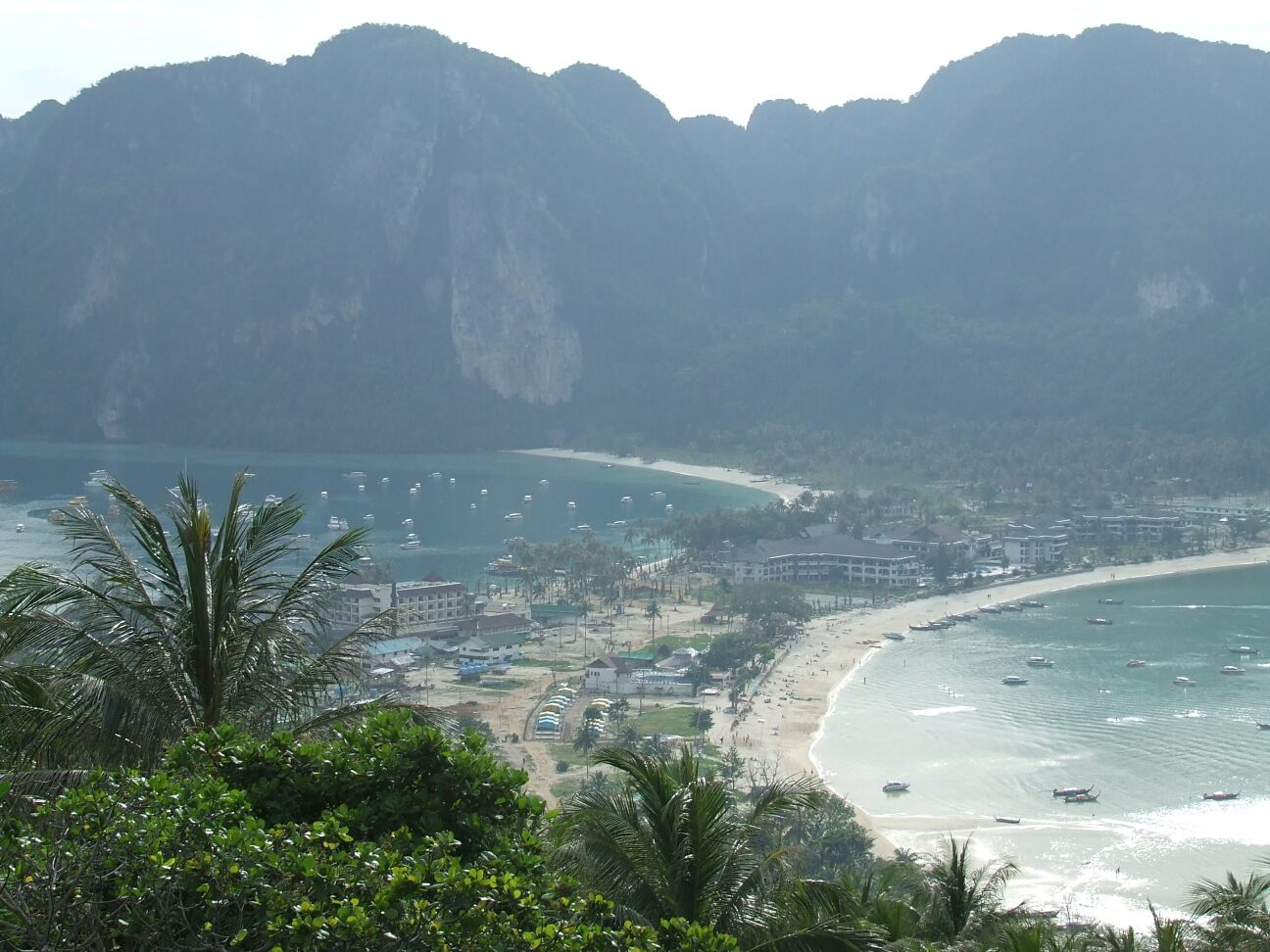
Centrum av Phi Phi Don var innan tsunamin helt täckt med träd på strandremsan.

Koh Phi Phi Don är den största ön, och huvudön i ögruppen Phi Phi-öarna utanför Krabi i södra Thailand. Phi Phi Don är bland annat känt för sina dykvatten. Ön blev hårt drabbad av tsunamikatastrofen den 26 december 2004, där många nordbor omkom. Öns huvudort heter Ton Sai.